# Nangola
Nangola es una localidad y comuna del círculo de Dioila, región de Kulikoró, Malí. Su población era de 18.307 habitantes en 2009.